# Sierra's Creative Interpreter
Sierra Creative Interpreter (SCI) est un langage de script créé par Jeff Stephenson en 1988 pour les jeux vidéo d’aventure à l’époque développé par Sierra On-Line. Il est conçu comme une remplaçant à l’Adventure Game Interpreter. Contrairement à son prédécesseur, basé sur une programmation procédurale, il utilise une programmation orientée objet. D’abord développé pour PC, le Sierra Creative Interpreter a ensuite été porté sur Amiga, Atari ST, Macintosh et PC-9801. Le premier jeu a l’utiliser est King's Quest IV: The Perils of Rosella, publié en 1988.